# Parabolopona guttatus
Parabolopona guttatus är en insektsart som beskrevs av Philip Reese Uhler 1896. Parabolopona guttatus ingår i släktet Parabolopona och familjen dvärgstritar. Inga underarter finns listade i Catalogue of Life.